# Zasłonak czerwonołuskowaty

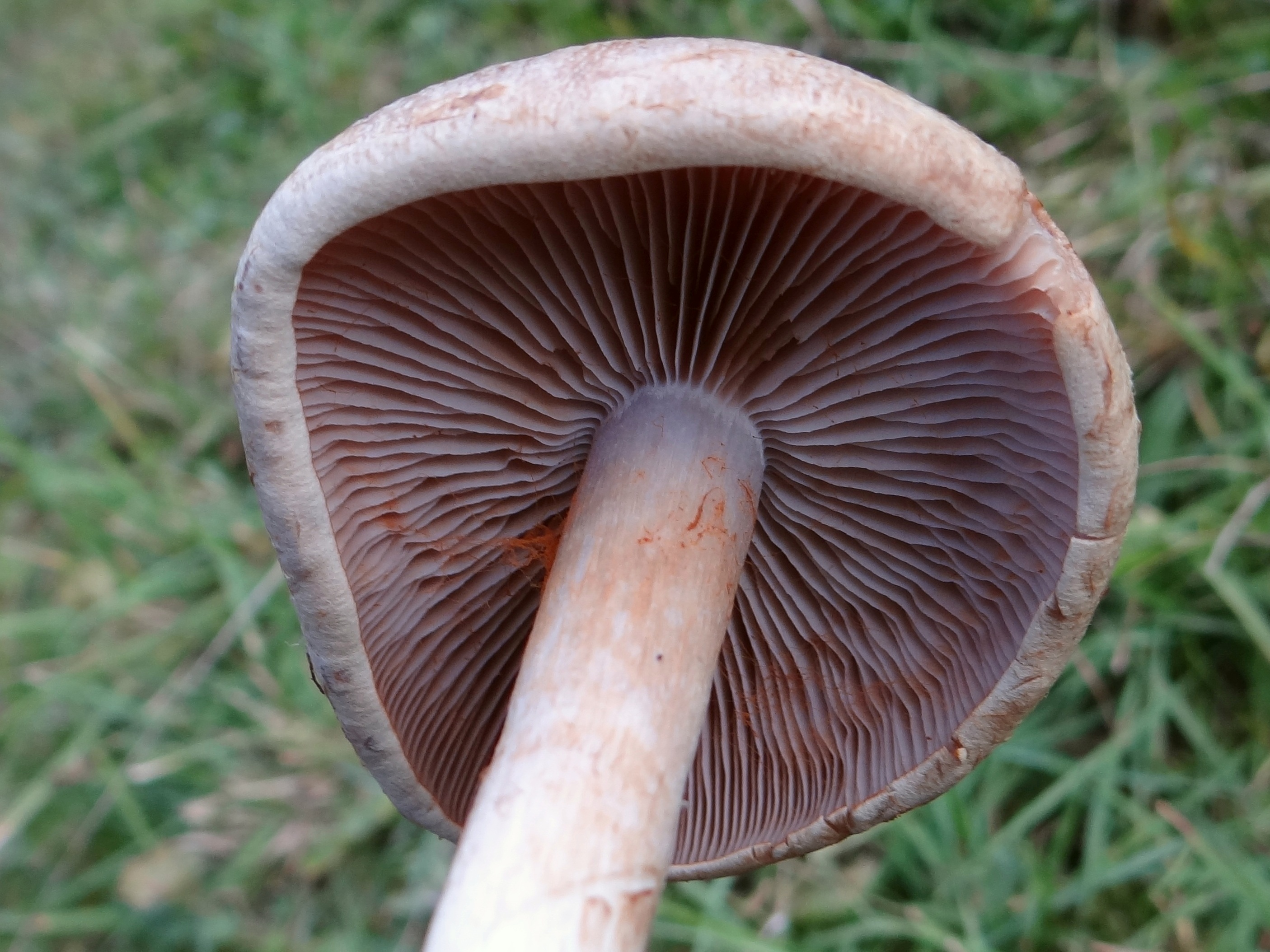

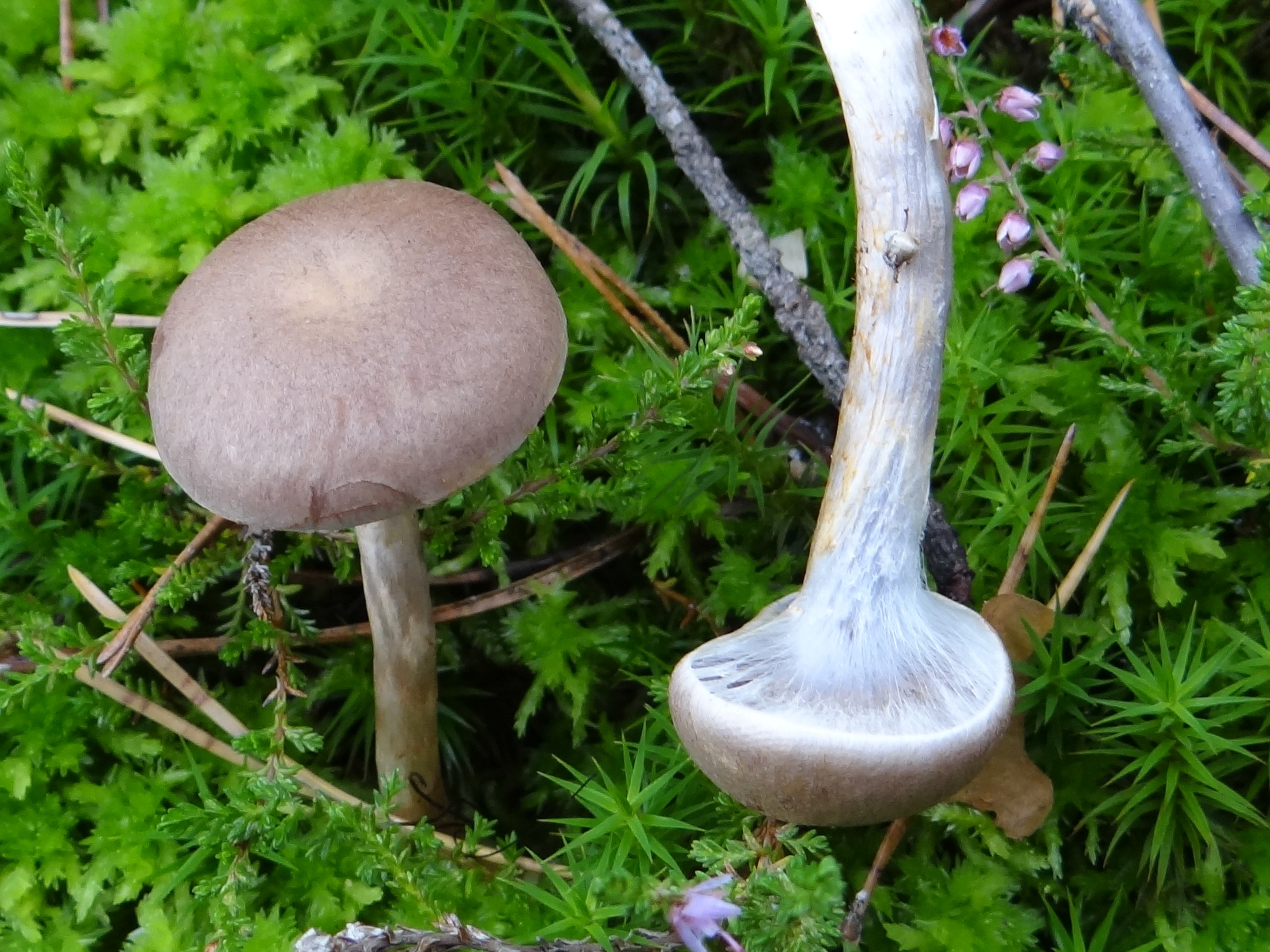

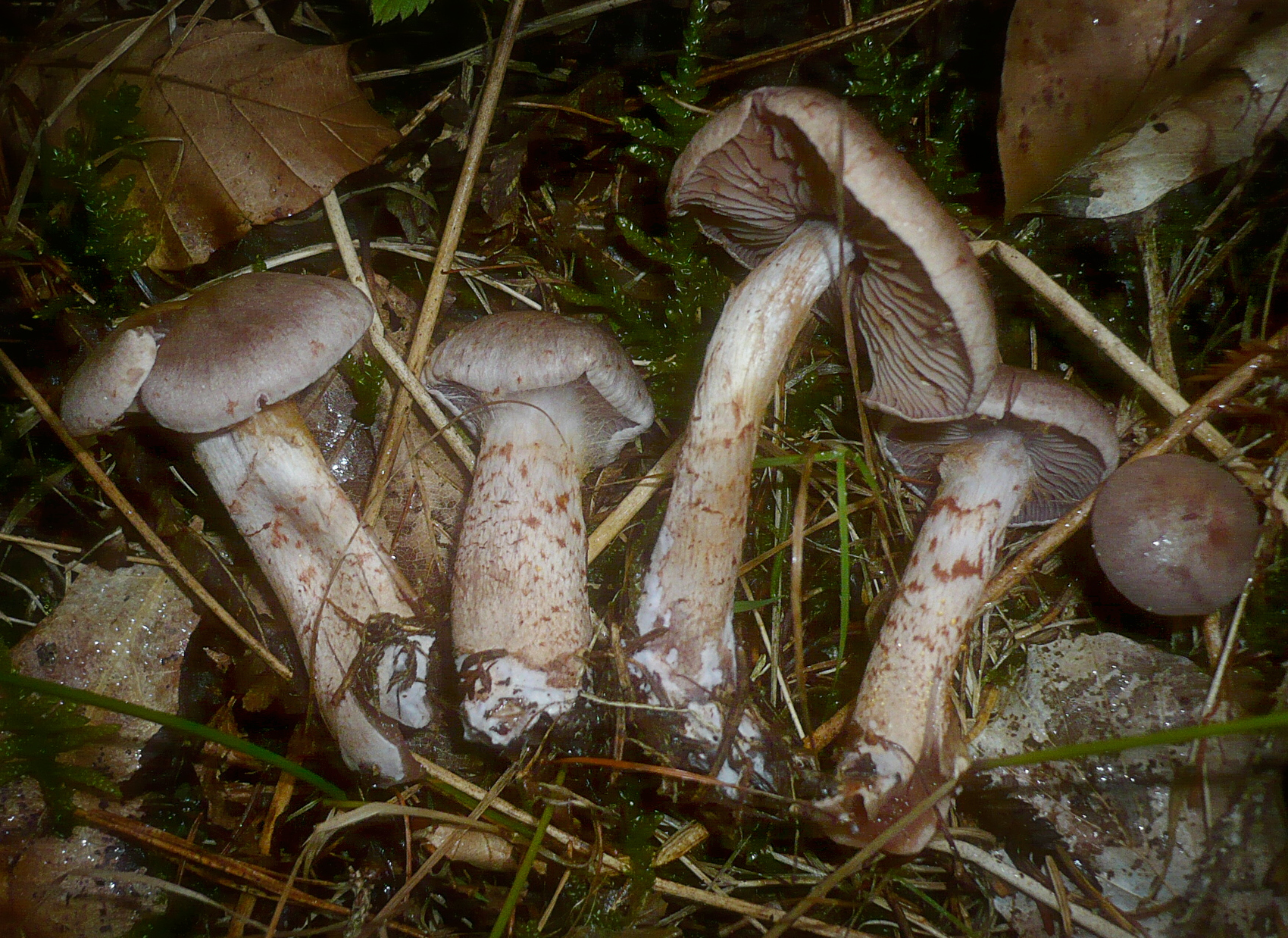

Zasłonak czerwonołuskowaty (Cortinarius spilomeus (Fr.) Fr.) – gatunek grzybów należący do rodziny zasłonakowatych (Cortinariaceae).

## Systematyka i nazewnictwo
Pozycja w klasyfikacji według Index Fungorum: Cortinarius, Cortinariaceae, Agaricales, Agaricomycetidae, Agaricomycetes, Agaricomycotina, Basidiomycota, Fungi.
Po raz pierwszy takson ten zdiagnozował w 1818 r. Elias Fries, nadając mu nazwę Agaricus spilomeus. Obecną, uznaną przez Index Fungorum nazwę nadał mu w 1863 r. ten sam autor, przenosząc go do rodzaju Cortinarius.
Niektóre synonimy naukowe:
- Agaricus spilomeus Fr. 1818
- Cortinarius anomalus var. spilomaeus (Fr.) Maire 1933

Nazwę polską podał Stanisław Domański w 1955. W polskim piśmiennictwie mykologicznym gatunek ten ma też nazwę zasłonak kosmkowaty.

## Morfologia
Kapelusz
Średnica 2–5 cm, kształt początkowo stożkowaty lub półkulisty, później dzwonkowaty lub łukowaty, starsze okazy stają się płaskie z tępym garbem. Powierzchnia matowa lub jedwabiście połyskująca z resztkami brązowoczerwonawej zasnówki. Jest higrofaniczny; podczas suchej pogody ma szarożółty kolor, podczas wilgotnej od szarego do żółtobrązowego. Młode owocniki mają różowofioletowy odcień.
Blaszki
Szerokie i szeroko przyrośnięte. Początkowo są jasnofioletowawe, później jasnoszarobrązowe, na koniec rdzawobrązowe. Ostrza blaszek białawe.
Trzon
Wysokość 4–8 cm, grubość ok. 0,8 cm, walcowaty, kruchy. U młodych okazów pełny, u starszych pusty. Powierzchnia o barwie od bladoszarej do żółtobrunatnej, pokryta drobnymi miedzianoczerwonymi resztkami osłony, długowłóknista. W dolnej części pokryty jest czerwonobrązowymi łuskami.
Miąższ
O barwie od białej do szarobrązowej. Smak nieco rzodkiewkowaty, zapach słodkawy.
Gatunki podobne
- zasłonak rdzawobrązowy (Cortinarius caninus) ma podobny kształt i ubarwienie, różni się czerwonobrązowym kapeluszem i występowaniem cienkiego, brązowawego pierścienia[5].
- zasłonak żółknący (Cortinarius rubicundulus), ma łuskowaty kapelusz i żółknący miąższ[4].
- zasłonak szarobrązowy (Cortinarius anomalus). Blaszki bez śladu fioletowej barwy, kapelusz bez odcieni czerwonawych

## Występowanie i siedlisko
Występuje w Europie i Ameryce Północnej.
Rośnie na rozproszonych stanowiskach w lasach iglastych, na glebach kwaśnych i stanowiskach wilgotnych, również na terenach bagnistych (brzezina bagienna). Rośnie pod świerkami, sosnami i brzozą, owocniki pojawiają się od lipca do października.
Grzyb niejadalny. Żyje w mykoryzie z drzewami.